# Rush Rush
"Rush Rush" là một bài hát của nghệ sĩ thu âm người Mỹ Paula Abdul nằm trong album phòng thu thứ hai của cô, Spellbound (1991). Nó được phát hành vào ngày 2 tháng 5 năm 1991 bởi Virgin Records như là đĩa đơn đầu tiên trích từ album. Bài hát được viết lời bởi Peter Lord và được sản xuất bởi Lord và cộng sự trong ban nhạc The Family Stand, Vernon Jeffrey Smith. Bản ballad này được xem là một bước đột phá trong phong cách âm nhạc của Abdul, sau những đĩa đơn trong album đầu tay mang hơi hướng sôi động và tập trung nhiều vào hình ảnh và vũ đạo.
Được xem là một quyết định mạo hiểm khi phát hành làm đĩa đơn đầu tiên cho Spellbound, "Rush Rush" đã gặt hái những thành công thương mại ngoài mong đợi, và tiếp tục chuỗi những đĩa đơn thành công của Abdul. Bài hát đạt vị trí số một trên bảng xếp hạng Billboard Hot 100, trở thành đĩa đơn quán quân thứ năm của Abdul tại Hoa Kỳ. Đây cũng là đĩa đơn giữ vững ở ngôi vị đầu bảng lâu nhất trong sự nghiệp của nữ ca sĩ, trụ vững trong năm tuần liên tiếp. Sau đó, nó đã được chứng nhận Vàng bởi Hiệp hội Công nghiệp ghi âm Mỹ (RIAA), và là một trong những bài hát thành công nhất của năm 1991 tại đây. Trên thị trường quốc tế, "Rush Rush" cũng rất thành công khi đứng đầu ở Canada và lọt vào top 10 ở nhiều quốc gia khác, bao gồm Úc, Hà Lan, New Zealand Na Uy, Thụy Điển và Vương quốc Anh.
Video ca nhạc của bài hát được đạo diễn bởi Stefan Würnitzer với sự tham gia diễn xuất của Keanu Reeves, trong đó tái hiện những hình ảnh nổi tiếng của bộ phim Rebel Without a Cause (1955) của James Dean và Natalie Wood. Nó đã nhận được một đề cử tại Giải Video âm nhạc của MTV năm 1991 cho Video xuất sắc nhất của nữ ca sĩ. Sau khi phát hành, "Rush Rush" đã xuất hiện trong hai album tuyển tập của Abdul như Greatest Hits (2000) và Greatest Hits: Straight Up! (2007).

## Danh sách bài hát
Đĩa CD maxi tại Anh quốc
1. "Rush Rush" (7" chỉnh sửa) - 4:19
2. "Rush Rush" (bản album) – 4:56
3. "Rush Rush" (bản Dub) – 5:56

Đĩa 12" tại Anh quốc và châu Âu
1. "Rush Rush" (bản Dub phối) – 5:56
2. "Rush Rush" (bản album) – 4:56
3. "Rush Rush" (7" chỉnh sửa) - 4:19

Đĩa 7" tại Mỹ và châu Âu
- A. "Rush Rush" (7" chỉnh sửa) - 4:19
- B. "Rush Rush" (bản Dub phối) – 5:56

## Xếp hạng
| Bảng xếp hạng (1991-92)                  | Vị trí cao nhất |
| ---------------------------------------- | --------------- |
| Úc (ARIA)                                | 2               |
| Áo (Ö3 Austria Top 40)                   | 23              |
| Bỉ (Ultratop 50 Flanders)                | 12              |
| Canada (The Record)                      | 1               |
| Canada (RPM)                             | 1               |
| Canada Adult Contemporary (RPM)          | 2               |
| Châu Âu (European Hot 100 Singles)       | 9               |
| Pháp (SNEP)                              | 24              |
| Đức (Official German Charts)             | 12              |
| Ireland (IRMA)                           | 11              |
| Hà Lan (Dutch Top 40)                    | 9               |
| Hà Lan (Single Top 100)                  | 6               |
| New Zealand (Recorded Music NZ)          | 7               |
| Na Uy (VG-lista)                         | 9               |
| Thụy Điển (Sverigetopplistan)            | 7               |
| Anh Quốc (OCC)                           | 6               |
| Hoa Kỳ Billboard Hot 100                 | 1               |
| Hoa Kỳ Adult Contemporary (Billboard)    | 1               |
| Hoa Kỳ Hot R&B/Hip-Hop Songs (Billboard) | 20              |

| Bảng xếp hạng (1991)                 | Vị trí |
| ------------------------------------ | ------ |
| Australia (ARIA)                     | 19     |
| Belgium (Ultratop 50 Flanders)       | 79     |
| Canada Top Singles (RPM)             | 8      |
| Canada Adult Contemporary (RPM)      | 12     |
| Europe (European Hot 100 Singles)    | 55     |
| Germany (Official German Charts)     | 46     |
| Netherlands (Dutch Top 40)           | 50     |
| Netherlands (Single Top 100)         | 42     |
| UK Singles (Official Charts Company) | 56     |
| US Billboard Hot 100                 | 4      |
| US Adult Contemporary (Billboard)    | 9      |

| Bảng xếp hạng (1990–99) | Vị trí |
| ----------------------- | ------ |
| US Billboard Hot 100    | 64     |

| Bảng xếp hạng        | Vị trí |
| -------------------- | ------ |
| US Billboard Hot 100 | 74     |

## Chứng nhận
| Quốc gia                                                                           | Chứng nhận | Số đơn vị/doanh số chứng nhận |
| ---------------------------------------------------------------------------------- | ---------- | ----------------------------- |
| Úc (ARIA)                                                                          | Vàng       | 35.000^                       |
| Thụy Điển (GLF)                                                                    | Vàng       | 10,000^                       |
| Hoa Kỳ (RIAA)                                                                      | Vàng       | 500,000^                      |
| * Chứng nhận dựa theo doanh số tiêu thụ. ^ Chứng nhận dựa theo doanh số nhập hàng. |            |                               |